# Into the Electric Castle
Into the Electric Castle es el tercer álbum publicado por Arjen Lucassen en su proyecto Ayreon, que salió a la luz el 30 de agosto de 1998.
Tras el fracaso comercial de Actual Fantasy, Lucassen se propuso componer un álbum con la máxima calidad posible para no dar por finalizado el proyecto de Ayreon. Into the Electric Castle cuenta una historia de ciencia ficción con marcados personajes y multitud de géneros musicales, aunque el que predomina es el metal progresivo. El resultado final recibió críticas positivas, y actualmente se lo considera uno de los más importantes trabajos del proyecto.

## Argumento

### Welcome to the New Dimension
El disco comienza con una extraña voz (Peter Daltrey) hablando a unos personajes tomados de diferentes planos del tiempo. La voz les dice que están en un lugar sin tiempo ni espacio y que necesitan llegar al Castillo Eléctrico para ver lo que hay dentro de él.

### Isis and Osiris
Los personajes entran en escena en "Isis and Osiris": el Highlander (Fish) proclama que ese lugar es el Infierno y que están allí para pagar por sus pecados; la India (Sharon den Adel) dice que es un viaje; el Caballero (Damian Wilson) cree que ese lugar es la isla de Ávalon y que están allí para encontrar el Santo Grial, mientras que el Romano (Edwin Balogh) cree que es el inframundo, las "fauces de Orcus". Finalmente, la Egipcia (Anneke van Giersbergen) cree que están en las llanuras de Aaru y que han entrado en casa de Isis y Osiris. El Romano llama a Marte y Júpiter, mientras el Highlander concluye que están perdidos al no poder reconocer las constelaciones, esenciales para que el viajero encuentre su camino.

### Amazing Flight
Cuando la voz les pide que continúen, el Bárbaro (Jay van Fegellen) exclama que ese lugar está maldito, y que todo debe ser una prueba. Mientras tanto, el Hippie (Arjen Lucassen) cree que está alucinando a causa de las drogas.

### Time Beyond Time
En ese momento el Caballero se encuentra con el Hombre del Futuro (Edward Reekers), que medita si puede ser una simulación en realidad virtual. El Caballero rechaza las extrañas palabras del Hombre del Futuro y dice que están en busca del Santo Grial, mientras que el Romano dice que nunca podrán alcanzar los Campos Elíseos.

### The Decision Tree (We're Alive)
Los personajes llegan al Árbol de la Decisión (The Decision Tree), donde la voz les dice que uno de ellos debe morir. El Bárbaro habla sobre su gloria e insiste en que él no puede ser el que muera. Los alardes del Highlander dan paso a la culpa, ya que dice que hizo cosas terribles en nombre de aquellos a los que ha seguido. Los otros están determinados a sobrevivir. El Bárbaro dice que como el Highlander es el único que no tiene orgullo, es él quien debe morir. El Highlander acusa al Bárbaro de ser un mentiroso y un fanfarrón.

### Tunnel of Light
La voz les insta a entrar en el Túnel de Luz, y ellos continúan su viaje con alegría y determinación. El Highlander se queda atrás al no poder soportar la luz del túnel, aceptando lentamente su muerte y, finalmente, dejándose caer en el suelo mientras los demás continúan. La Egipcia exclama los nombres de Ra, Heliópolis, Ka y Anenti, el Romano cree que van a los Campos Elíseos y el Caballero, a Avalon.

### Across the Rainbow Bridge
Entonces la voz les dice que crucen el frágil y a la vez fuerte Puente del Arcoíris sobre el Mar de Lágrimas para llegar al Castillo Eléctrico. En esta misión, los personajes reviven sus penas pasadas, y el Caballero piensa sobre su amor perdido y sobre su decisión de volver a su dimensión y verla otra vez. El Romano es más pasional y cree que está en presencia de Estigia. Por su parte, el Hippie está perdido, aún bajo los efectos de las drogas y disfrutando de los colores del puente, aunque sin perder de vista al Romano y al Caballero.

### The Garden of Emotions
Tras atravesar el puente, los personajes llegan al Jardín de las Emociones, enfrente del Castillo Eléctrico. La voz les dice que tienen que cruzar el jardín para llegar al castillo. El Hippie, ahora despierto, está deslumbrado a causa del mundo mágico que le rodea. Las palabras de la Egipcia son más misteriosas, ya que cree que Amon-Ra ha venido a llevársela. Mientras, el Bárbaro y el Romano discuten sobre quién tiene el mando, mientras la India tiene miedo del tono hostil de la voz misteriosa. El Hombre del Futuro cree que el jardín es un algoritmo de ordenador que vuelve las emociones negativas hacia ellos, y les insta a trabajar en equipo.

### Valley of the Queens
La Egipcia pierde la voluntad de continuar y se queda retrasada del grupo, vagando sin rumbo hasta que cae derrumbada y muere, con la esperanza de llegar a casa de Osiris y luego, al Valle de las Reinas. "Valley of Queens", la canción en la que se cuenta la muerte de la Egipcia. Esta canción se puede escuchar de fondo mientras se escucha la ambientación del módem en el tema "Web of Lies", del álbum 01011001.

### The Castle Hall
Los miembros restantes entran en el Castillo Eléctrico, y el Caballero y el Bárbaro son los primeros en cruzar la sala de entrada. De repente, la voz dice: "Here, the disembodied astral world becomes flesh once more. I pity the men of swords. For here, blood runs cold..." (Aquí, el incorpóreo mundo astral se vuelve carne una vez más. Me apiado de los hombres de armas. A partir de aquí, la sangre está fría). Aquí, el Bárbaro y el Caballero tienen que luchar contra los fantasmas y demonios de aquellos a los que han asesinado, que aparecen en la entrada del castillo. Mientras el Bárbaro no cree en esas apariciones, el Caballero invoca a Merlín y a su espada Excalibur para que le ayuden.

### Tower of Hope
Mientras el Caballero y el Bárbaro luchan contra los espectros, el Hippie y el Hombre del Futuro suben por las escaleras hacia la Torre de la Esperanza. Mientras el Hippie está encantado con el futuro que le espera, el Hombre del Futuro cree que todo es una ilusión y que deben moverse para escapar. 

### Cosmic Fusion
La India, el Romano y el Hombre del Futuro permanecen en lo alto de la Torre de la Esperanza cuando una brisa capta la atención de la India, que se ve atraída hacia el sol. El Hombre del Futuro y el Romano intentan salvar a la India de una muerte segura, pero esta no parece darse cuenta del peligro al que se expone. En la brisa, la India se encuentra con la Muerte (George Oosthoek y Robert Westerholt) quien se hace pasar por diversos elementos de la salvación de la India (la brisa, el sol, la tormenta, el viento, el fuego y su propio destino), hasta reclamar finalmente, con un grito de la India, su último aliento.

### The Mirror Maze
Los restantes héroes llegan al Laberinto de Espejos. El Hippie se refleja en su pasado, hablándole a su reflejo sobre cómo pudo convertirse en lo que es. El Hombre del Futuro intenta convencerle de que desobedezca a su fantasma del pasado. El Caballero y el Romano, mientras tanto, luchan contra su propia desesperación. Aun así, el Caballero es más optimista y ayuda al Romano a salir del laberinto.

### Evil Devolution
Al salir del laberinto llegan a una puerta que muestra el futuro al abrirla. El Hombre del Futuro lo hace y, para su desesperación, ve cómo un "cyber-cerebro" acabará con las emociones y sentimientos humanos.

### The Two Gates
Al cruzarla, los personajes llegan a Las Dos Puertas: una lleva al olvido y a la muerte, y la otra, a la dimensión temporal de cada uno de los miembros del grupo. La voz menciona que sólo un alma valiente hace la primera elección. Una de las puertas es vieja, deteriorada y fea, mientras que la otra es dorada y parece llevar al paraíso. El Bárbaro, a causa de su orgullo y arrogancia, cruza la puerta dorada creyendo que lleva al Valhalla para reunirse con Odín, pero pronto se da cuenta de que es la puerta que lleva a la muerte. Los otros pasan a través de la otra puerta y el Caballero reclama a la voz el objetivo de esa terrible experiencia. 

### Forever of The Stars
Antes de cruzar la puerta, la voz revela su identidad como "Forever of the Stars". Menciona que su clase (una especie de extraterrestres llamados "Forever", que viven en el Planeta Y, como se insinúa en Flight of the Migrator y se revela en 01011001) ha vivido durante mucho tiempo, y que a causa de una vida tan extensa y de descubrir el secreto de la vida eterna, habían perdido las emociones hacía eones. Alega que su clase es la responsable de la vida humana en la Tierra, y que sus vidas y la Tierra forman parte de un experimento para entender y redescubrir las emociones. A medida que habla, la voz de Forever va haciéndose más débil, reflejando lo cansado que está de su larga vida, y que él también está muy lejos de su hogar. Les insta a cruzar la puerta y revela que no recordarán nada de lo que ha sucedido. 

### Another Time, Another Space
De vuelta al tiempo real, todos los personajes se preguntan qué ha pasado. El Hippie no está seguro de si el viaje llegó a ocurrir; el Hombre del Futuro está ansioso y sin recuerdos de lo que ha sucedido; el Romano dice que, ocurriera lo que ocurriera, le ha ayudado a completarse a sí mismo, disipando todos sus miedos; el Caballero dice haber encontrado el Grial interior, completando su misión; 'Forever' of the Stars les pide a todos recordar para siempre lo que han vivido, tomando en cuenta que todo pudo haber sido una mentira y haber sido solamente un "juego" por parte de éste ser de la raza "Forever".

## Lista de canciones
| Disco | #   | Título | Letras                                          | Música                 | Duración |
| ----- | --- | --- | ----------------------------------------------- | ---------------------- | -------- |
| One   | 1.  | "Welcome to the New Dimension"                                                                                             | Lucassen, Peter Daltrey                         | Arjen Anthony Lucassen | 3:05     |
| One   | 2.  | "Isis and Osiris" - I. Let the Journey Begin - II. The Hall of Isis and Osiris - III. Strange Constellations - IV. Reprise | Lucassen, Fish                                  | Arjen Anthony Lucassen | 11:11    |
| One   | 3.  | "Amazing Flight" - I. Amazing Flight In Space - II. Stardance - III. Flying Colours                                        | Lucassen, Daltrey, Jay van Feggelen             | Arjen Anthony Lucassen | 10:15    |
| One   | 4.  | "Time Beyond Time" | Lucassen                                        | Arjen Anthony Lucassen | 6:05     |
| One   | 5.  | "The Decision Tree (We're Alive)"                                                                                          | Lucassen, Daltrey, Fish                         | Arjen Anthony Lucassen | 6:24     |
| One   | 6.  | "Tunnel of Light" | Lucassen, Daltrey, Fish, Anneke van Giersbergen | Arjen Anthony Lucassen | 4:05     |
| One   | 7.  | "Across the Rainbow Bridge"                                                                                                | Lucassen, Daltrey                               | Arjen Anthony Lucassen | 6:20     |
| Two   | 1.  | The Garden of Emotions - I. In the Garden of Emotions - II. Voices in the Sky - III. The Aggression Factor                 | Lucassen, Daltrey                               | Arjen Anthony Lucassen | 9:40     |
| Two   | 2.  | "Valley of the Queens" | Lucassen                                        | Arjen Anthony Lucassen | 2:25     |
| Two   | 3.  | "The Castle Hall" | Lucassen, Daltrey                               | Arjen Anthony Lucassen | 5:49     |
| Two   | 4.  | "Tower of Hope" | Lucassen, Daltrey                               | Arjen Anthony Lucassen | 4:54     |
| Two   | 5.  | "Cosmic Fusion" - I. I Soar on the Breeze - II. Death's Grunt - III. The Passing of an Eagle                               | Lucassen                                        | Arjen Anthony Lucassen | 7:27     |
| Two   | 6.  | "The Mirror Maze" - I. Inside the Mirror Maze - II. Through the Mirror                                                     | Lucassen, Daltrey                               | Arjen Anthony Lucassen | 6:34     |
| Two   | 7.  | "Evil Devolution" | Lucassen, Daltrey                               | Arjen Anthony Lucassen | 6:31     |
| Two   | 8.  | "The Two Gates" | Lucassen, Daltrey                               | Arjen Anthony Lucassen | 6:28     |
| Two   | 9.  | "'Forever of the Stars" | Lucassen, Daltrey                               | Arjen Anthony Lucassen | 2:02     |
| Two   | 10. | "Another Time, Another Space"                                                                                              | Lucassen, Daltrey                               | Arjen Anthony Lucassen | 5:20     |

## Personal

### Vocalistas
- Edwin Balogh (ex-Omega) como Romano
- Sharon den Adel (Within Temptation) como Indian
- Jay van Feggelen (ex-Bodine) como Bárbaro
- Fish (ex-Marillion) como Highlander
- Anneke van Giersbergen (ex-The Gathering) como Egipcia
- Arjen Lucassen como Hippie
- Edward Reekers (ex-Kayak) como Hombre del Futuro
- Damian Wilson (ex-Rick Wakeman, Threshold, Landmarq) como Caballero
- Robert Westerholt (Within Temptation) y George Oosthoek (ex-Orphanage) como Muerte
- Peter Daltrey (ex-Kaleidoscope) como Forever of the Stars

### Instrumentalistas
- Roland Bakker - órgano Hammond
- Taco Kooistra - chelo
- Arjen Lucassen - guitarras eléctricas y acústicas, mandolina, bajo, Minimoog, melotrón y teclados
- Rene Merkelbach - solos de sintetizador en pistas 5 (disco 1), 7 (disco 2), 14 and clave en la pista 2 (disco 2)
- Clive Nolan (Arena) - solos de sintetizador en la pista 3(c) (disco 1)
- Ernő Oláh - violín
- Jack Pisters - sitar
- Ton Scherpenzeel (Kayak) - solos de sintetizador en pista 5(c) (disco 2)
- Robby Valentine - piano, solo de sintetizador en pistas 2(a) y 3(a) (disco 1), pista 4 (disco 2), y melotrón en pista 6(a) (disco 2)
- Thijs van Leer (Focus) - flauta en pista 3(c) y 4 (disco 1), y pistas 2 y 3 (disco 2)
- Ed Warby (Gorefest) - batería

- Datos: Q1825076